# Elección al Senado de los Estados Unidos en Oklahoma de 2020
La Elección al Senado de los Estados Unidos en Oklahoma se llevó a cabo el 3 de noviembre de 2020, para elegir a un miembro del Senado de los Estados Unidos para representar al Estado de Oklahoma, al mismo tiempo que las elecciones presidenciales de los Estados Unidos de 2020, así como otras elecciones al Senado de los Estados Unidos en otros estados, elecciones a la Cámara de Representantes de los Estados Unidos y diversas elecciones estatales y locales.
El senador republicano en ejercicio, Jim Inhofe, fue reelegido para un quinto mandato.

## Elección general

### Predicciones
| Fuente                | Clasificación | Desde                  |
| --------------------- | ------------- | ---------------------- |
| Cook Political Report | Sólido        | 29 de octubre de 2020  |
| Inside Elections      | Sólido        | 28 de octubre de 2020  |
| Sabato's Crystal Ball | Sólido        | 2 de noviembre de 2020 |
| 270toWin              | Sólido        | 2 de noviembre de 2020 |
| Político              | Sólido        | 2 de noviembre de 2020 |

### Encuestas
| Fuente de la encuesta       | Fecha(s) de realización     | Tamaño de muestra | Margen de error | Jim Inhofe (R) | Abby Broyles (D) | Otro Indecisos |
| --------------------------- | --------------------------- | ----------------- | --------------- | -------------- | ---------------- | -------------- |
| SoonerPoll/News 9/News on 6 | 15-20 de octubre de 2020    | 5,466 (LV)        | ± 1.33%         | 56%            | 37%              | 6%             |
| Abby Broyles                | 16 de octubre de 2020       | –                 | –               | 49%            | 43%              | –              |
| Amber Integrated            | 17-20 de septiembre de 2020 | 500 (LV)          | ± 4.4%          | 46%            | 30%              | 5%             |
| SoonerPoll                  | 2-8 de septiembre de 2020   | 486 (LV)          | ± 4.45%         | 57%            | 33%              | 9%             |
| DFM Research (D)            | 29-30 de julio de 2020      | 572 (LV)          | ± 4.1%          | 50%            | 34%              | 16%            |
| Amber Integrated            | 5-8 de marzo de 2020        | 500 (LV)          | ± 4.4%          | 57%            | 31%              | 12%            |
| Abby Broyles                | 17 de febrero de 2020       | –                 | –               | 56%            | 44%              | –              |

#### Encuesta hipotética
Con demócrata genérico
| Fuente de la encuesta | Fecha(s) de realización | Tamaño de muestra | Margen de error | Jim Inhofe (R) | Demócrata genérico | Otro Indecisos |
| --------------------- | ----------------------- | ----------------- | --------------- | -------------- | ------------------ | -------------- |
| Amber Integrated      | 3-4 de junio de 2020    | 500 (LV)          | ± 4.4%          | 54%            | 34%                | 12%            |

### Resultados
| Elección al Senado de los Estados Unidos en Oklahoma de 2020 | Elección al Senado de los Estados Unidos en Oklahoma de 2020 | Elección al Senado de los Estados Unidos en Oklahoma de 2020 | Elección al Senado de los Estados Unidos en Oklahoma de 2020 | Elección al Senado de los Estados Unidos en Oklahoma de 2020 | Elección al Senado de los Estados Unidos en Oklahoma de 2020 |
| Partido                                                      | Partido                                                      | Candidato/a                                                  | Votos                                                        | %                                                            |                                                              |
| ------------------------------------------------------------ | ------------------------------------------------------------ | ------------------------------------------------------------ | ------------------------------------------------------------ | ------------------------------------------------------------ | ------------------------------------------------------------ |
|                                                              | Republicano                                                  | Jim Inhofe (titular)                                         | 979,140                                                      | 62.9%                                                        |                                                              |
|                                                              | Demócrata                                                    | Abby Broyles                                                 | 509,763                                                      | 32.8%                                                        |                                                              |
|                                                              | Libertario                                                   | Robert Murphy                                                | 34,435                                                       | 2.2%                                                         |                                                              |
|                                                              | Independiente                                                | Joan Farr                                                    | 21,652                                                       | 1.4%                                                         |                                                              |
|                                                              | Independiente                                                | A. D. Nesbit                                                 | 11,371                                                       | 0.7%                                                         |                                                              |
| Total                                                        | Total                                                        | Total                                                        | 1,556,361                                                    | 100.0%                                                       |                                                              |
| Margen de victoria                                           | Margen de victoria                                           | Margen de victoria                                           | 469,377                                                      | 30.1%                                                        |                                                              |
|                                                              | Control Republicano                                          |                                                              |                                                              |                                                              |                                                              |